# Johann Houschka
Johann Houschka   (Àustria, 21 d'octubre de 1914 - 27 de maig de 1983) fou un jugador d'handbol austríac que va competir durant la dècada de 1930.
El 1936 va prendre part en els Jocs Olímpics de Berlín, on guanyà la medalla de plata en la competició d'handbol.